# Лон (Кот-д’Ор)
Лон (фр. Losne) — коммуна во Франции, находится в регионе Бургундия. Департамент коммуны — Кот-д’Ор. Входит в состав кантона Сен-Жан-де-Лон. Округ коммуны — Бон.
Код INSEE коммуны — 21356.

## Население
Население коммуны на 2010 год составляло 1597 человек.
| 1962 | 1968 | 1975 | 1982 | 1990 | 1999 | 2010 |
| ---- | ---- | ---- | ---- | ---- | ---- | ---- |
| 1106 | 1108 | 1172 | 1307 | 1334 | 1342 | 1597 |

## Экономика
В 2010 году среди 965 человек трудоспособного возраста (15—64 лет) 708 были экономически активными, 257 — неактивными (показатель активности — 73,4 %, в 1999 году было 71,6 %). Из 708 активных жителей работали 642 человека (355 мужчин и 287 женщин), безработных было 66 (29 мужчин и 37 женщин). Среди 257 неактивных 81 человек были учениками или студентами, 104 — пенсионерами, 72 были неактивными по другим причинам.